# Giuseppe Pace
Giuseppe Pace, englisch Joseph Pace, (* 30. Mai 1890 in Rabat, Gozo; † 31. März 1972 ebenda) war ein maltesischer römisch-katholischer Geistlicher und Bischof von Gozo.

## Leben
Giuseppe Pace stammte aus einer gozitanischen Adelsfamilie, deren Adelserhebung auf den Malteserorden zurückging. Er war der Sohn von Giovanni Battista Pace und dessen Ehefrau Cecilia Pace, einer Nichte des Bischofs von Gozo (1877–1889) und nachmaligen Bischofs von Malta (1889–1914) Pietro Pace (* 1831; † 1914). Am 1. Juni 1890 wurde Giuseppe Pace in der St.-Georgs-Basilika in Victoria (maltesisch Ir-Rabat) getauft.
Er empfing am 20. Dezember 1913 das Sakrament der Priesterweihe.
Am 11. November 1944 wurde er zum Bischof von Gozo ernannt, nachdem sein Vorgänger Michael Gonzi Erzbischof von Malta geworden war. Die Bischofsweihe spendete ihm am 17. Dezember 1944 in der Kathedrale von Victoria der Erzbischof von Malta und vormalige Bischof von Gozo Michael Gonzi; Mitkonsekratoren waren Emanuele Galea, Weihbischof im Erzbistum Malta, und Richard Fitzgerald, Bischof von Gibraltar. Bischof Pace zog am 8. April 1945 feierlich in die Kathedrale von Rabat ein und nahm das Bistum damit in Besitz. Er nahm an der ersten, zweiten und vierten Sitzungsperiode des Zweiten Vatikanischen Konzils teil.
Giuseppe Pace starb in seiner Bischofsstadt.